# Hesperonychus
Hesperonychus elizabethae
Genre
Espèce
Hesperonychus signifiant "griffe occidentale" est un genre éteint de dinosaures théropodes de la famille des dromaeosauridés. Ce genre est représenté par une unique espèce, Hesperonychus elizabethae. Celle-ci est connue à partir de fossiles découverts dans les strates les plus basses de la formation de Dinosaur Park, située dans la province canadienne de l'Alberta et datée du Campanien (environ 76,5 millions d'années), étage géologique du Crétacé supérieur. Bien que connu à partir de restes partiels, les chercheurs ont estimé qu'il s'agissait d'un petit dinosaure mesurant environ 1 mètre de long. Hesperonychus pesait entre 1,5 et 2 kilogrammes, ce qui en fait le plus petit dinosaure carnivore non aviaire connu d'Amérique du Nord . L'espèce a été nommée en l'honneur du Dr Elizabeth Nicholls du Musée royal Tyrrell de paléontologie, qui a en tant qu'étudiante découvert les restes de l'animal en 1982.  
Son unique squelette est composé d'une ceinture pelvienne.

## Description
Hesperonychus est connu à partir d'une ceinture pelvienne partielle, spécimen holotype UALVP 48778, collecté par la Dr Elizabeth Nicholls dans le parc provincial Dinosaur en 1982. Le fossile est toutefois resté non décrit jusqu'à ce que Nick Longrich et Phil Currie le publient en 2009. Un certain nombre de très petits os des orteils, y compris les « griffes de faucille », de la collection du Musée royal Tyrrell de paléontologie appartiennent également à Hesperonychus. L'apparence gracile de ces os d'orteil rend peu probable qu'ils appartiennent à un membre d'Eudromaeosauria. Malgré leur petite taille, les os pubien étaient fusionnés, une caractéristique des dinosaures adultes, indiquant que le spécimen ne représente pas un Juvénile d'une espèce connue

## Classification
Une analyse phylogénétique réalisée par Longrich et Currie a révélé que Hesperonychus était membre des Microraptoria, un clade de petits Dromaeosauridés que l'on pensait auparavant limité au Crétacé inférieur d'Asie. Les auteurs ont qualifié cette découverte de « remarquable » ; le plus jeune Microraptoria connu auparavant était le Microraptor lui-même du stade Aptien du Crétacé inférieur, de sorte que la découverte de Hesperonychus au stade Campanien du Crétacé supérieur a fait avancer la gamme fossile des microraptorines de 45 millions d'années. Alors que le Bambiraptor nord-américain du Crétacé supérieur avait parfois été classé comme microraptorine, des études plus récentes (y compris celles de Longrich et Currie) ont montré qu'il est plus étroitement lié aux Saurornitholestes.
Hesperonychus a été attribué à Microraptoria en raison de sa symphyse pubienne spatulée (arrondie), d'une forte courbure postérieure de la tige distale du pubis et de tubercules latéraux sur le pubis (qui sont étendus en structures « en forme d'aile » dans le cas d'Hesperonychus. ).

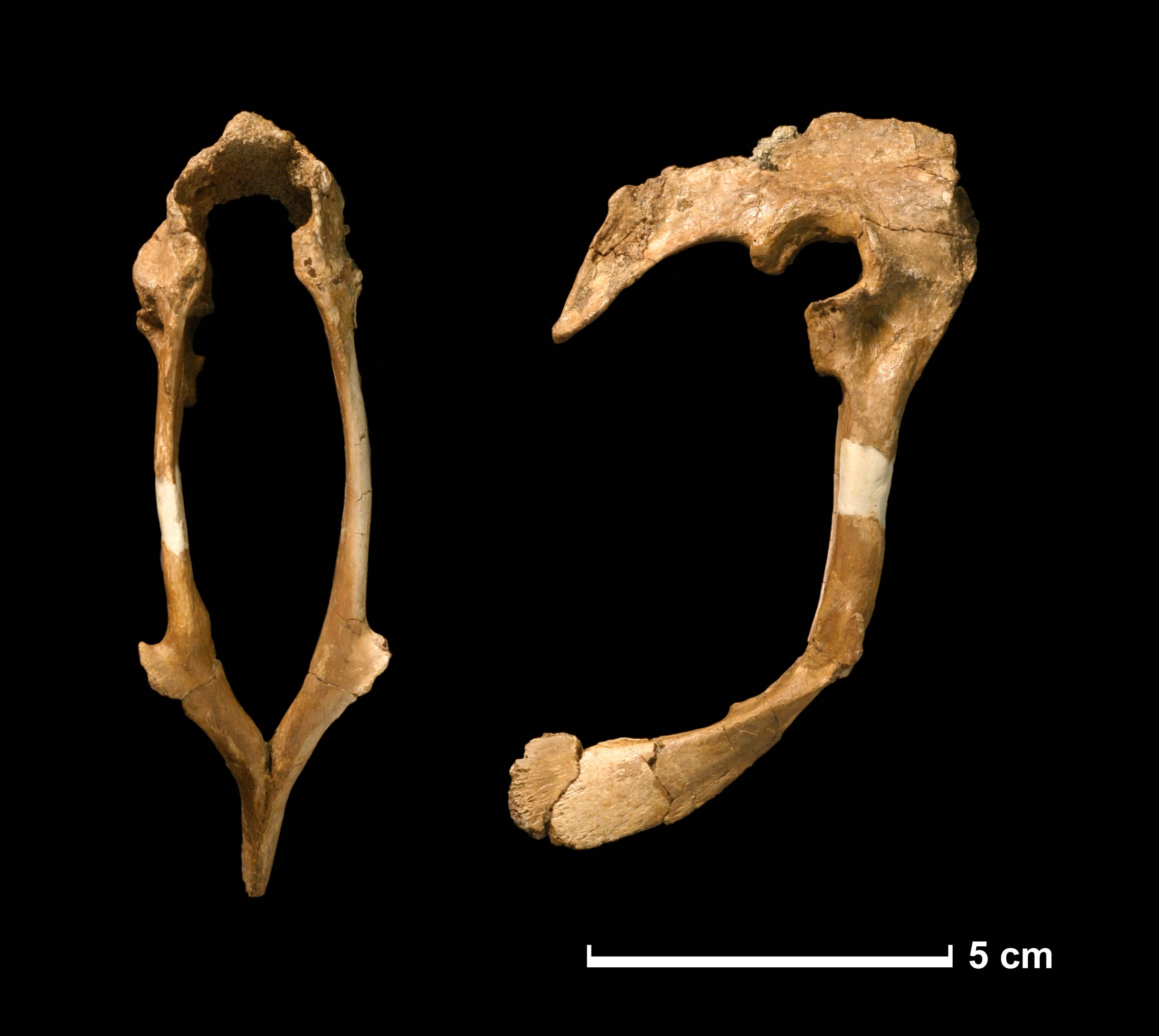

## Apparentés
Genres de la sous-famille des Microraptorinae ou Microraptoria :
- Changyuraptor
- Graciliraptor
- Hesperonychus
- Microraptor
- Shanag
- Sinornithosaurus
- Tianyuraptor